# Nafissatou Thiam
Nafissatou "Nafi" Thiam (fransk: tʃam; født 19. august 1994) er en belgisk multisportsatlet. Siden februar 2020 har Thiam haft den belgiske rekord i kvindernes syvkamp, spydkast og højdespring. Hun satte en ny verdensrekord for højdespring i en atletikkonkurrence i 2019.
Thiam er to gange olympisk guldvinder, efter at have vundet disciplinen syvkamp ved Sommer-OL 2016 og 2020. Hun er den eneste belgiske atlet, der har forsvaret sin olympiske titel og den kun anden kvinde, efter Jackie Joyner-Kersee, til at vinde samme disciplin to gange i træk. Hun vandt også guld ved VM i atletik 2017 i London og EM i atletik 2018 i Berlin og sølv ved VM i atletik 2019. Hun vandt World Athlete of the Year for kvinder i 2017 af World Athletics.    
Hun var den belgiske fanebærer, sammen med hockeyspiller Felix Denayer, ved de Olympiske lege i Tokyo 2020.
Thiam er desuden UNICEF Goodwill Ambassadør for UNICEF i Belgien.